# Spooneromyces helveticus
Spooneromyces helveticus är en svampart som tillhör divisionen sporsäcksvampar, och som beskrevs av J.Breitenb. och F.Kränzl. Spooneromyces helveticus ingår i släktet Spooneromyces, och familjen Pyronemataceae. Arten är reproducerande i Sverige.